# Sopdu
Sopdu také Septu či Sopedu je egyptský bůh nebes a východních pohraničních oblastí.
Jako bůh nebes byl spojen s bohem Sahem, ztělesněním souhvězdí Orionu a bohyní Sopdet, představující hvězdu Sirius. Podle Textů pyramid bůh Horus-Sopdu, kombinace boha Sopdua a boha Hora, byl synem Usira-Saha a Eset-Sopdet.

## Charakteristika
Jako bůh východu měl Sopdu chránit egyptské základny podél hranic a pomáhat faraonovi kontrolovat cizí obyvatele těchto oblastí. Byl označován jako Pán Východu a své největší kultovní centrum měl v nejvýchodnějším nommu Dolního Egypta s názvem Per-Sopdu, znamenající místo Sopdua. Měl také svatyně na Sinajském poloostrově, jako např. v tyrkysových dolech Serabit el-Chadim.